# 橙额绒顶雀
橙额绒顶雀（学名：Metopothrix aurantiaca），是雀形目灶鸟科的一种鸟类，属于单型的橙额绒顶雀属（学名：Metopothrix）。
橙额绒顶雀体重约11.2克，翼长约56.9毫米，喙宽度约3.1毫米，喙厚度约3.3毫米，嘴峰长约11.8毫米，跗蹠长约14.5毫米，尾长约48.5毫米。
橙额绒顶雀是留鸟，栖息在河流、溪流环境，它们是食肉动物，主要以昆虫、蜘蛛等陆生无脊椎动物为食。它们分布在哥伦比亚东南部至玻利维亚北部和巴西的亚马逊地区西部。